# منتخب قبرص لكرة اليد
منتخب قبرص الوطني لكرة اليد هو ممثل قبرص الرسمي في المنافسات الدولية في كرة اليد .